# Hou Yuzhuo
Hou Yuzhuo (n. 14 noiembrie 1987, Zhangjiakou⁠(d), Republica Populară Chineză) este o sportivă ce a reprezentat Republica Populară Chineză, medaliată olimpică. A participat la o ediție a Jocurilor Olimpice (2012) în care a câștigat o medalie de argint.